# Meloupo
Meloupo (ou Loupa) est un village du Cameroun situé dans le département de la Kadey et la région de l'Est. Il est localisé dans la commune de Nguelebok.

## Population
En 1966, le village comptait 30 habitants, principalement des Kaka.
Lors du recensement de 2005, on y dénombrait 98 personnes.